# Bernard Krawczyk
Bernard Krawczyk (ur. 20 maja 1931 w Podłężu Szlacheckim, zm. 11 sierpnia 2018 w Katowicach) – polski aktor teatralny, filmowy i telewizyjny.

## Życiorys
Ukończył Studium Dramatyczne przy Teatrze Śląskim im. Stanisława Wyspiańskiego w Katowicach. Debiutował podczas nauki w nim – 6 listopada 1952 – w przedstawieniach wspomnianego teatru. Zagrał m.in. Edwina w „Odludkach i poecie”, Oktawa w „Nie igra się z miłością”, Gustawa w „Ślubach panieńskich”. W latach 1972–1982 występował w Teatrze Zagłębia w Sosnowcu, biorąc udział w spektaklach „Trzy siostry”, „Lęki poranne”, „Balladyna”.
W 1982 ponownie został aktorem Teatru Śląskiego w Katowicach. Najważniejsze role teatralne to Bohater w „Kartotece”, Żadow w „Intratnej posadzie”, Zbigniew w „Mazepie”, Alojzy Bąbel w „Niezwykłej przygodzie Pana Kleksa” czy tytułowa w „Weselu Figara” oraz Kreona w „Antygonie” J. Anouilha, za którą to rolę otrzymał Złotą Maskę. W swej działalności otrzymał w sumie 4 Złote i 2 Srebrne Maski. Inne kreacje to np. Estragon w „Czekając na Godota”, Król Ignacy w „Iwonie, księżniczce Burgunda”, Wiktor w „Biografii”, Major w „Damach i huzarach”.
Był też aktorem filmowym i telewizyjnym. Zagrał m.in. w „Soli ziemi czarnej” oraz „Perle w koronie”. Dużą popularność przyniosła mu rola Franciszka Pytloka w emitowanym w latach 90 XX w. serialu TVP Katowice „Sobota w Bytkowie”. Gościnnie występował z zespołem „Antyki” (który to zespół wykonywał piosenki w tym serialu).
Współpracował z Gliwickim Teatrem Muzycznym.
Zmarł 11 sierpnia 2018. Został pochowany 17 sierpnia 2018 na Cmentarzu Komunalnym przy ul. Panewnickiej w Katowicach. W październiku tego samego roku został patronem Sceny Kameralnej Teatru Śląskiego w Katowicach.

## Filmografia
- 1962: Rodzina Milcarków
- 1964: Pięciu jako powstaniec
- 1964: Nieznany

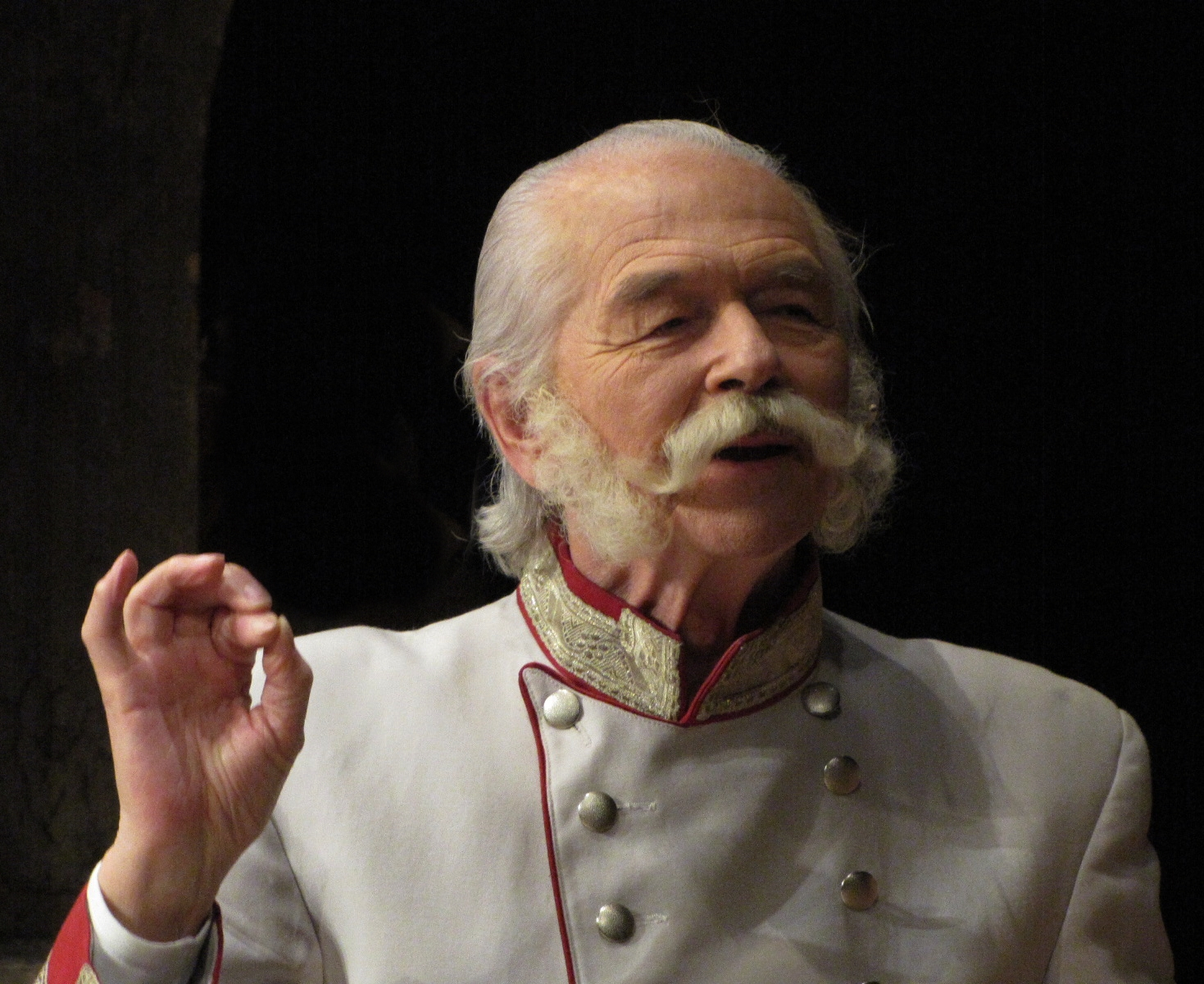
Bernard Krawczyk jako cesarz Franciszek Józef I w spektaklu pt. Szwejk w Teatrze Polskim w Bielsku-Białej w 2010 roku

- 1969: Sól ziemi czarnej jako Dominik Basista, brat Gabriela
- 1971: Perła w koronie jako Franciszek Bula
- 1975: Znikąd donikąd jako "Kruk"
- 1976: Za metą start jako działacz "Orła"
- 1976: Ptaki, ptakom... jako kolejarz Paruzel
- 1977: Okrągły tydzień jako wujek Gustlika
- 1978: Ślad na ziemi jako majster Grzegorz Szulc (odc. 5)
- 1978: Pejzaż horyzontalny jako sekretarz partii
- 1979: Elegia jako żołnierz Jan Królik
- 1980: Misja jako oficer w sztabie republikanów – zdrajca (odc. 6)
- 1981: Gdy nad "Anną" gorzało niebo jako powstaniec Chowaniec
- 1982: Popielec jako geometra (odc. 7)
- 1982: Do góry nogami jako ślepiec
- 1982: Blisko, coraz bliżej jako powstaniec
- 1983: Złe dobrego początki... jako leśnik Zając
- 1983: Na straży swej stać będę
- 1983: 6 milionów sekund jako maszynista (odc. 19)
- 1984: Zdaniem obrony jako szef Korytki
- 1984: Jak się pozbyć czarnego kota
- 1985: Sam pośród swoich jako chłop
- 1986: Siedem zegarków Gustawa jako stary górnik, świadek wielkiego pożaru w kopalni w Karwinie
- 1986: Komedianci z wczorajszej ulicy jako profesor etnografii, ławnik
- 1986: Budniokowie i inni
- 1986: Blisko, coraz bliżej jako górnik w biedaszybach (odc. 12)
- 1986: Blisko, coraz bliżej jako wartownik na dachu szkoły (odc. 14)
- 1987: Sławna jak Sarajewo jako oficer na akademii
- 1988: Rodzina Kanderów jako Gacek, ojciec Milki
- 1989: Triumph of the Spirit jako oficer SS
- 1992: Pamiętnik znaleziony w garbie jako Nowotny
- 1992: Kuchnia polska jako myśliwy Von Modrov, morderca Jana Biesiekierskiego (odc. 3)
- 1993–1999: Sobota w Bytkowie jako Franciszek Pytlok
- 1996: Dom (odc. 13)
- 2004: Mój Nikifor jako ojciec Włosińskiego
- 2006: Hiena jako listonosz
- 2007: Kryminalni jako dziadek Poręby (odc. 82)
- 2008: Żołnierze Wyklęci jako stary Jan Zieliński (odc. 5)
- 2008: Drzazgi jako starszy pan w sklepie Hanki
- 2010: Laura jako ksiądz
- 2014: The Last Waltz jako hrabia Wisnietzky
- 2017: Miłość w Mieście Ogrodów jako dyrektor opery

## Teatr Telewizji
- 1993 – Niedaleko Königsallee
- 1990 – Mirakle
- 1984 – Imiona władzy
- 1983 – Obrona Ksantypy
- 1983 – Niobe
- 1981 – Pustelnia
- 1979 – Prawo głosu
- 1976 – Szara aureola
- 1974 – Pokład Joanny
- 1974 – Henryk VI na łowach

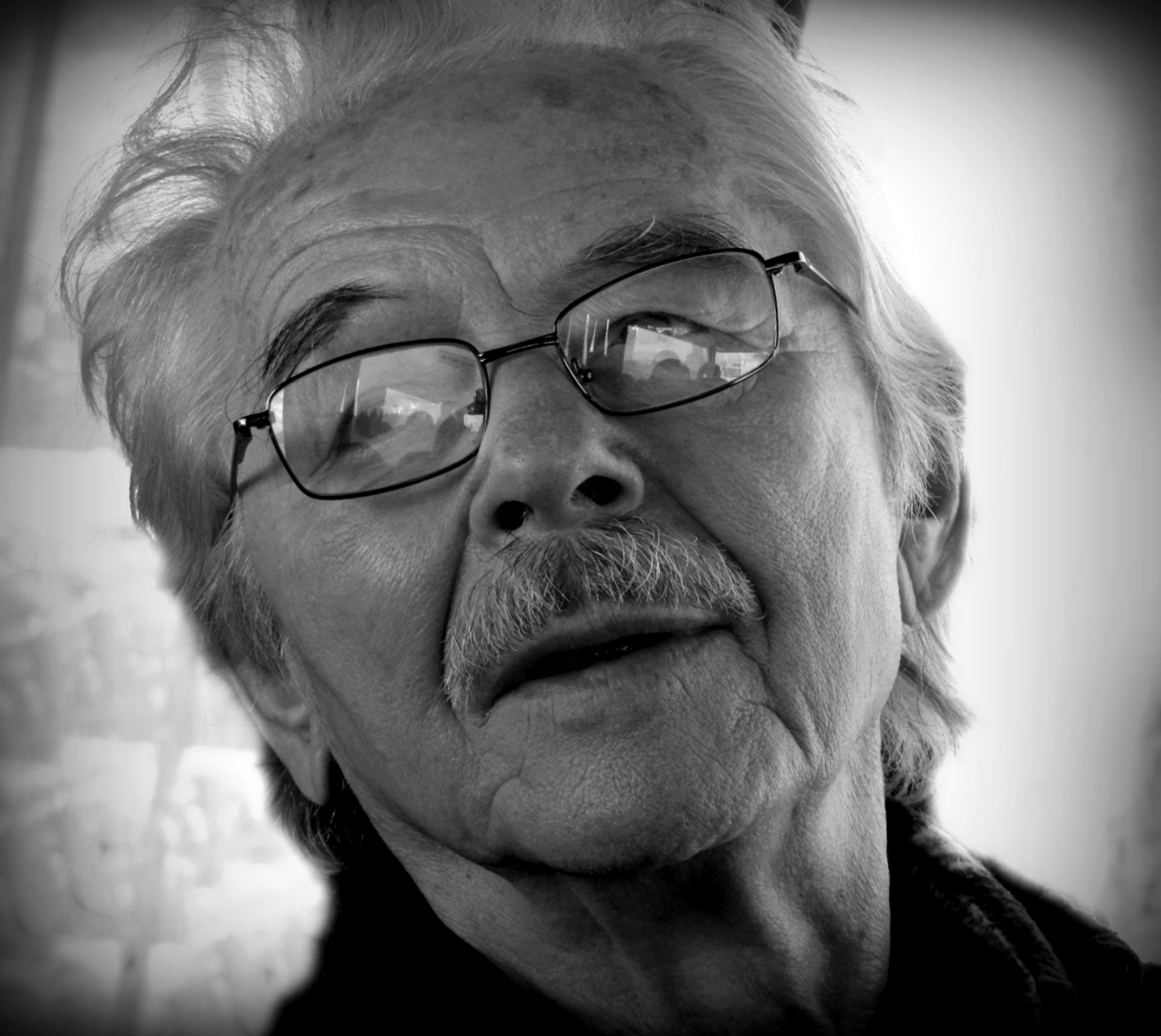
Bernard Krawczyk w 2010 roku

- 1972 – Sceny z życia Holly Golightly
- 1972 – Mój przyjaciel Duży M
- 1972 – Jak wam się podoba
- 1971 – Słyszę burzy huk szalony,
- 1971 – Poeta
- 1971 – Kolędnicy
- 1970 – Wieże idące
- 1970 – Lukrecja Borgia
- 1970 – Cyrano de Bergerac
- 1970 – Będę mówić tylko prawdę
- 1969 – Znajomi spod Perpignan
- 1969 – Wieczór Trzech Króli albo co chcecie
- 1969 – Speranza to znaczy nadzieja
- 1969 – Pociąg pancerny 14-69
- 1968 – Talenty i wielbiciele,
- 1968 – Nie będzie zwycięstwa, generale
- 1968 – Lato
- 1968 – Don Kichot
- 1967 – Odezwa na murze
- 1967 – Kiedy rzeka była źródłem
- 1966 – Wyboje

Źródło:.

## Role teatralne

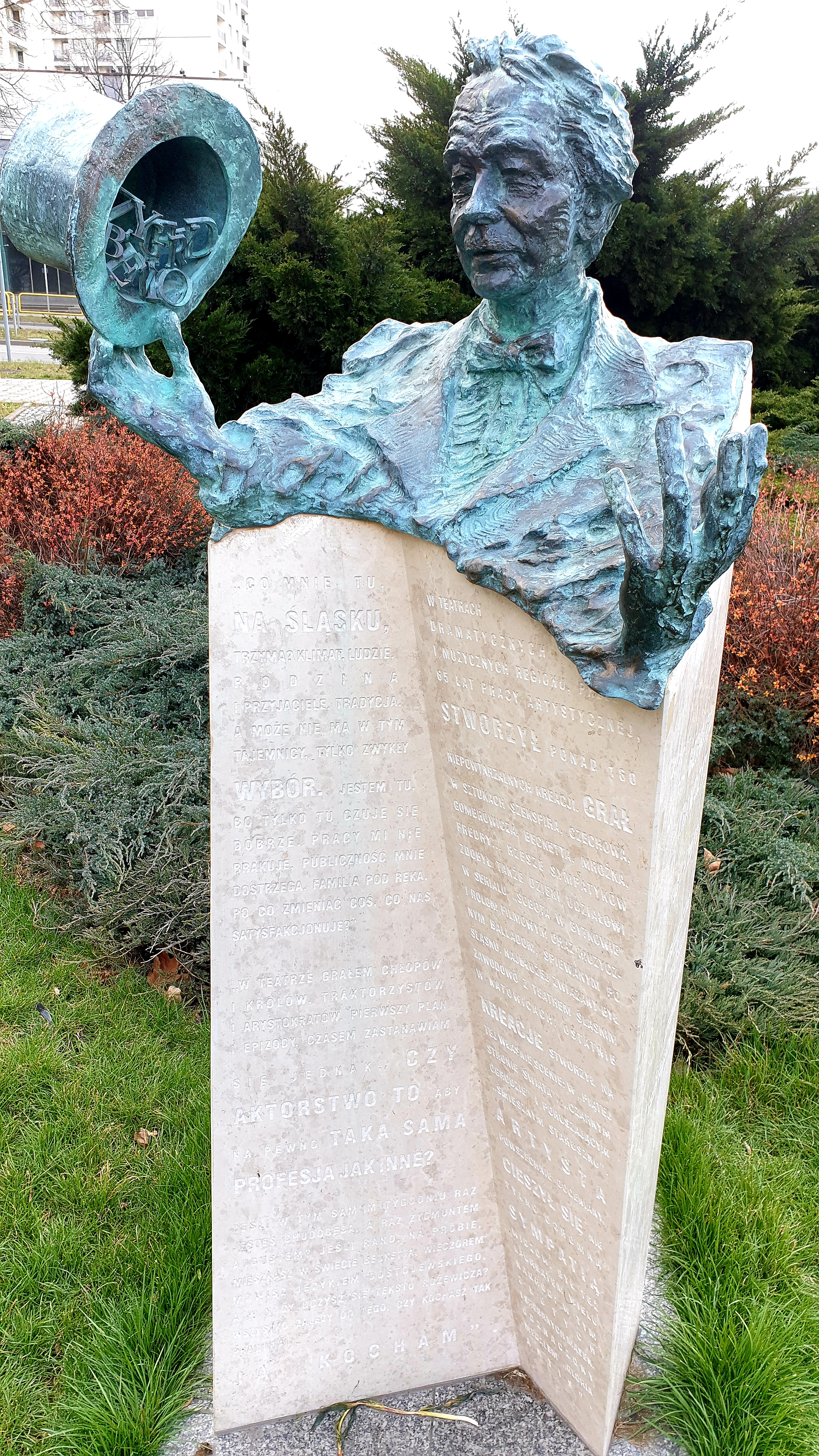
Rzeźba przedstawiająca Bernarda Krawczyka w Galerii Artystów na pl. Grunwaldzkim w Katowicach

| Rok  | Spektakl                           | Autor sztuki                    | Rola                            | Teatr                                 |
| ---- | ---------------------------------- | ------------------------------- | ------------------------------- | ------------------------------------- |
| 2016 | Wujek.81. Czarna ballada           | R. Talarczyk                    | Grządziel                       | Teatr Śląski                          |
| 2015 | Czarny ogród                       | M. Szejnert / K. Kopka          | Wojciech Bywalec                | Teatr Śląski                          |
| 2015 | Śmieszny staruszek                 | Tadeusz Różewicz                | Bohater                         | Teatr Śląski                          |
| 2014 | Rebelia                            | Mariusz Sieniewicz              | Władek, pseudonim Monte Cassino | Teatr Śląski                          |
| 2013 | Piąta strona świata                | K. Kutz                         | Dziadek Wawrzek                 | Teatr Śląski                          |
| 2013 | Ciemno wszędzie,głucho wszędzie... | Dorota Luber, Katarzyna Skulska | Wieszcz (Adam Mickiewicz)       | Miejski Ośrodek Kultury w Mysłowicach |
| 2008 | Szwejk                             | Jarosław Haszek                 | Pan Bóg – Franciszek Józef      | Teatr Polski w Bielsku-Białej         |

Źródło:.

### W Teatrze Polskim w Bielsku-Białej
- Miłość w Königshütte (Dr Schneider- współcześnie)

## Odznaczenia i nagrody
- 1977 – Zasłużony Działacz Kultury
- 1977 – Złota Maska „Wieczoru 77"[14]
- 1991 – Nagroda dyrektora Wydziału Kultury i Sztuki w Katowicach za rolę Grzesioka w „Biografii kontrolowanej” Bieniasza
- 1992 – Złota Maska za rolę tytułową w „Wujaszku Wani” w Teatrze Śląskim
- 1995 – Medal im. Mariana Mikuły – Zasłużonemu dla Kultury Teatralnej
- 2007 – Srebrny Medal „Zasłużony Kulturze Gloria Artis”[15]
- 2011 – Śląska Nagroda im. Juliusza Ligonia
- 2012 – Nadanie tytułu Honorowego Obywatela Miasta Mysłowice